# آردیره
آردیره (انگلیسی: Ardière) رودی در کشور فرانسه است. این رودخانه پس از طی مسافت ۳۰ کیلومتر (۱۸٫۶ مایل) به می‌ریزد.

## مشخصات
طول این رودخانه ۳۰ کیلومتر (۱۸٫۶ مایل) است.

## موقعیت
آردیره در کشور فرانسه قرار داشته و از عبور می‌کند.